# Caractéristique universelle

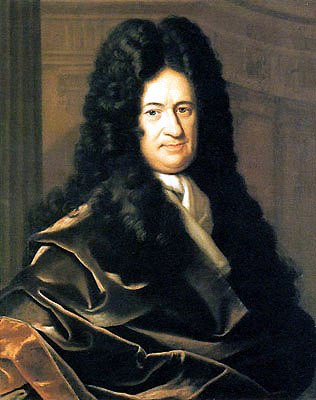
Gottfried Wilhelm Leibniz, inventeur du concept de caractéristique universelle.

La caractéristique universelle ou, en latin, characteristica universalis est une langue universelle et formelle imaginée par le philosophe, mathématicien et scientifique allemand Gottfried Wilhelm Leibniz capable d'exprimer aussi bien les concepts mathématiques, scientifiques ou métaphysiques. Leibniz espérait ainsi créer une langue utilisable dans le cadre d'un calcul logique universel mécanisable ou calculus ratiocinator.

## Définition de la caractéristique
En tant que mathématicien, Leibniz est connu pour ses apports en analyse ; il a notamment introduit les premières notions du calcul infinitésimal parallèlement à et indépendamment de Newton et développé la notation qui porte son nom. En tant que philosophe, il s'est interrogé sur la logique, la métaphysique, le droit, l'éthique et même la politique et la théologie.
Dans un écrit de jeunesse, De arte combinatoria (1666), il a tenté d'introduire une première forme de langage symbolique sans aboutir. À de nombreuses reprises, il a discuté la possibilité d'une langue universelle formelle qu'il appelait « la caractéristique universelle » (characteristica universalis ou lingua philosophica). Elle aurait permis le développement de tous les discours rationnels et même esthétiques imaginables : métaphysique, droit, notes musicales, éthique, mathématiques, physique, etc. En latin, caracteristica signifie « signe » ; le terme « caractéristique » est un synonyme de langue.
Selon Leibniz, la création d'une caractéristique universelle est la première étape vers la création d'un calculus ratiocinator : ce dernier aurait permis la résolution de toutes les questions théoriques possibles par calcul, c'est-à-dire par un ensemble fini de procédés mécanisables déterminant la valeur de vérité d'une proposition. Les raisonnements seraient devenus de simples calculs mécanisables semblables à ceux de l'arithmétique.
Leibniz s'exclame même un jour : 
« Alors, il ne sera plus besoin entre deux philosophes de discussions plus longues qu'entre deux mathématiciens, puisqu'il suffira qu'ils saisissent leur plume, qu'ils s'asseyent à leur table de calcul (en faisant appel, s'ils le souhaitent, à un ami) et qu'ils se disent l'un à l'autre : « Calculons ! »
 »
— Gottfried Wilhelm Leibniz, « Nova methodus pro maximis et minimis » in Acta Eruditorum, 1684
Malgré ses efforts, il ne réussit pas à élaborer cette langue. Il a néanmoins réussi à établir une telle Caractéristique de façon locale, dans la caractéristique géométrique et dans son algorithme du calcul infinitésimal.
Selon une critique qui vient à l'origine de Russell [réf. nécessaire], il avait conscience que la logique aristotélicienne était insuffisante pour raisonner sur les relations, mais était trop attaché à la syllogistique aristotélicienne pour lui apporter les remaniements nécessaires à son projet de calcul logique universel.

## Postérité de la caractéristique universelle
Le logicien et mathématicien allemand Gottlob Frege a repris l'idée d'une caractéristique universelle et a été amené à développer un langage logique formel qu'il appela l'« idéographie » ou Begriffschrift en allemand. Aux yeux de Frege la création de cette langue n'était que la première étape vers la mise en place d'un calcul logique universel qui aurait été valable aussi bien pour la physique, que pour les mathématiques ou la philosophie. Le rêve leibnizien d'une langue universelle qui permettrait de faire tous les raisonnements d'une façon mécanique, purement calculatoire, retrouva ainsi une nouvelle jeunesse grâce aux travaux de Frege et à l'utilisation du langage de la logique et se mettent en œuvre dans les assistants de preuve modernes.
Il est néanmoins utile de rappeler que le langage dont Leibniz rêvait devait pouvoir s'appliquer à toutes les formes d'échange d'idées, aussi simples que lors d'une conversation quotidienne, ou aussi complexes que lors d'un débat philosophique, alors que la logique privilégia à ses débuts les énoncés de type cognitifs : scientifiques et philosophiques. Cette limitation est retravaillée aujourd'hui  dans le cadre des développements des extensions de la logique classique et des utilisations de la logique en linguistique, notamment dans le cadre de la théorie de représentation du discours.